# Ion (Platon)
Pour les articles homonymes, voir Ion (homonymie).
 (mai 2019).
L’Ion  est un dialogue de Platon, traitant du genre critique. Il appartient au groupe des dialogues socratiques, que l'on considère habituellement comme des compositions de jeunesse. Certains détails du texte, entre autres la mention de trois généraux étrangers recrutés par Athènes, portent à croire que le dialogue se déroule entre 394 et 391 av. J.-C. La date de composition doit être fixée dans les trois ou quatre années qui précèdent 391 . L'Ion s'interroge sur la poésie et sur la nature de la source où les poètes puisent leur talent. Platon se demande si la poésie est un art véritable ou une question d'inspiration, cherchant à définir l'art du poète et du rhapsode. C'est un thème qui n'est pas du tout anecdotique chez Platon et cette œuvre de jeunesse préfigure déjà la vision platonicienne sur le rôle de l'art dans la cité. 

## L’art chez Platon
Platon explique au livre X de la République que l’œuvre d'art n'est qu'une imitation d'imitation, la copie d'une copie, car l’artiste ne fait qu’imiter l’objet produit par l’artisan ou par la nature, objet sensible qui est lui-même la copie ou l'imitation de son essence (l'Idée ou Forme). L’art pour Platon, en tant que production d’objet, n’est donc qu’une imitation de second ordre, copie de la copie de l’Idée. L'œuvre d'art est ainsi de piètre valeur, car doublement éloignée de la vérité. Et l’artiste lui-même apparaît comme un danger pour la réalisation de la République, puisqu'il est un illusionniste, qui fait tenir pour vrai ce qui est faux et peut ainsi renverser dans l'apparence qu'il construit l'ordre des valeurs.

## Personnages
- Socrate ;
- Ion : tout ce que nous connaissons de lui vient de ce dialogue que Platon lui a consacré. Ion est un rhapsode, c’est-à-dire un artiste allant de ville en ville pour réciter des poèmes épiques à la population. Il est originaire de la cité d'Éphèse, sous domination athénienne. Ion vient de remporter le concours de rhapsodie aux jeux asclépiens d'Épidaure pour son excellente connaissance d'Homère, et il remportera sans doute celui des Panathénées. Il en tire une incommensurable vanité, que Socrate va s’atteler à démonter progressivement. Ion se considère comme le meilleur dans son art. Ce personnage peut avoir réellement existé tout comme il peut être né de l’imagination de Platon en vue de caricaturer l’ensemble des rhapsodes[3].

Le dialogue fait allusion à plusieurs autres personnages : 
- Phémios, aède d'Ithaque
- Orphée
- Musée
- Théoclymène, devin, descendant de Mélampous
- Les rhapsodes Thamyris et Glaucon,
- Le philosophe Métrodore de Lampsaque
- L'écrivain Stésimbrote de Thasos, interprète d'Homère.
- Dédale,
- Polygnote de Thasos, peintre,
- Epéios, Ulysse, Nestor, son fils Antiloque et sa captive Hécamédé ; Achille, Hector et son père Priam.
- Archiloque et Hésiode, poètes,
- Théodore de Samos
- Apollodore de Cyzique, Phanosthène d'Andros[4] et Héraclide de Clazomènes[5], généraux et stratèges, que Platon nomme étrangers.
- Les Homérides de Chios, corporation de rhapsodes qui prétendait descendre d’Homère, que la tradition fait naître dans cette île[6].

## Scène d’introduction
Les récitations rhapsodiques au Ve siècle av. J.-C. concernaient principalement les œuvres d’Homère mais également d’autres poètes. Ces récitations n’étaient pas accompagnées de la lyre et n’avaient rien d’un chant. Le rhapsode déclamait un poème du haut d’une tribune, vêtu d’un costume somptueux et portant une couronne d’or en tête. Dans le dialogue de Platon, le rhapsode Ion d’Éphèse vient d’Épidaure où il a remporté le prix à la grande fête en l’honneur d’Asclépios, les jeux asclépiens, grâce à sa maîtrise sans pareille de l’Iliade et de l’Odyssée ; il s’apprête à concourir aux Grandes Panathénées. Il croise Socrate et l’informe fièrement de son succès. Avec ironie, Socrate avoue beaucoup envier le sort des rhapsodes qui dévouent leur vie entière à réciter et commenter les chefs-d’œuvre des plus grands poètes. Socrate utilise de manière ironique l'expression homérique « chère tête » pour désigner Ion, à l’instar de ce qu’il dit à Dionysodore dans Euthydème. 

## Être maître d’un art en son entier
Socrate reconnaît que l’étendue des connaissances d’Ion sur Homère est sans aucun doute admirable, mais se demande si Ion connaît aussi bien d’autres poètes, comme Hésiode et Archiloque, et Ion reconnaît avoir des lacunes pour ceux-là, étant donné qu’il n’a jamais étudié que les épopées d’Homère et que les autres poètes ne l’intéressent pas. Socrate lui fait alors remarquer que les trois poètes parlent pourtant de choses fort semblables telles que les guerres, les relations qu’ont entre eux les hommes ou encore celles que les dieux ont entre eux - la question est de savoir alors si Ion ne pourrait pas s’entendre à commenter Hésiode et Archiloque tout aussi bien qu’Homère : le mathématicien peut distinguer sans difficulté celui qui parle correctement des nombres et celui qui en parle incorrectement ; le médecin, peut opérer la même sélection entre les opinions vraies et fausses sur les aliments ; le sculpteur est susceptible d’apprécier et juger n’importe quelle sculpture, peu importe son auteur. Selon Socrate, quiconque s’étant rendu maître d’un art tout entier peut juger de toutes les parties de cet art, et détailler les qualités et les défauts de n’importe quel artiste.

## La poésie, inspiration divine
La raison pour laquelle Ion n’est pas capable de juger de la valeur de n’importe quel poète, pour Socrate, s’impose d’elle-même : c’est que le poète et le rhapsode, de même que les prophètes, ne tirent pas leur talent d’un art ou d’une science, mais d’une inspiration qui leur est communiquée par les dieux.
Les poètes et les rhapsodes ont pour rôle de servir d’interprètes entre les dieux et la population, ce qui a pour effet de créer une véritable « chaîne d’inspirés » : les dieux et les muses, d’abord, insufflent l’inspiration dans l’esprit des poètes, qui écrivent leurs vers sous l’emprise de cette force surnaturelle. Les rhapsodes, ensuite, vont de cité en cité pour réciter ces poèmes et, possédés par la même inspiration divine, communiquent une partie de leur ferveur à la population.
L’inspiration poétique est donc pareille à la pierre d’aimant, qui peut attirer un anneau de fer, lequel devient à son tour aimanté et peut attirer un nouvel anneau.
C’est aussi la raison pour laquelle les poètes se cantonnent généralement à un seul genre - dithyrambes, panégyriques, épopées - car ils ne peuvent réussir que dans le seul domaine où les muses les ont poussés. Le célèbre Tynnichos de Chalcis n’a écrit qu’un seul poème au cours de sa vie, mais un des plus beaux qui soient. Ion, en ce qui le concerne, a été orienté par sa muse vers la connaissance d’Homère, c'est pourquoi il n’a ni le besoin ni l'envie d’étudier autre chose. Une fois l'inspiration divine passée, les poètes ne sont pas capables d’expliquer leurs vers de manière rationnelle.

## La récitation, résultat de l’inspiration divine
Ion, bien qu’admiratif des idées si bien développées par Socrate, ne s’avoue qu’à moitié convaincu par ce qu’il vient d’entendre. Il reconnaît volontiers que la part de son métier consistant à réciter les poèmes pourrait être le résultat d’une inspiration divine, car il ressent avec une extraordinaire intensité toutes les choses qu’il raconte, jusqu’à rire ou pleurer selon les endroits.
En ce qui concerne sa deuxième mission, qui est d’interpréter les poèmes et de « faire l’éloge d’Homère », il se dit plus circonspect, et affirme qu’il s’agit là d’un véritable art requérant un long apprentissage, comme n’importe quelle autre science.

## Le rhapsode n’est pas le plus savant pour juger
Socrate veut immédiatement lui prouver le contraire. Dans le passage de l’Iliade où Nestor recommande à son fils Antiloque de prendre garde lors de la course de chevaux organisée en l’honneur de Patrocle, qui du rhapsode ou du cocher est le plus apte à juger de la justesse des propos d’Homère : C’est, reconnaît Ion, sans doute le cocher.
De même, quand Hécamédé, la concubine de Nestor, offre une potion pour calmer la blessure de Machaon, c’est au médecin et non au rhapsode de juger si Homère maîtrise bien le sujet.
Il n’est ainsi pas un seul passage où le cocher, le médecin, le charpentier ou le devin ne soient plus compétents que le rhapsode pour décider si Homère dit oui ou non la vérité. Si, malgré l’ignorance de toutes ces sciences, Ion arrive tout de même à commenter ce grand poète avec tant de talent, c’est donc forcément qu’il puise son inspiration auprès des dieux.

## Le rhapsode et le général d’armée
Dérouté par la dialectique serrée de Socrate, Ion tente de se raccrocher aux idées qui lui tombent sous la main. Le rhapsode n’est peut-être pas le mieux placé pour juger de tous ces passages, mais saura apprécier « le langage qu’il convient de prêter à un homme ou à une femme, à un esclave ou à un homme libre, à un subalterne ou à un chef ». Mais, poursuit Socrate, qui du rhapsode ou du capitaine est le plus compétent pour commander à des marins : C’est le capitaine, selon Socrate. Et de demander qui du rhapsode ou du général, peut le mieux parler à des soldats. Ion se raccroche à son tout dernier argument, de salut : « le rhapsode, en ce domaine, est tout aussi compétent que le général », affirme-t-il. Interrogé par Socrate, il est ensuite amené, sans peut-être l’avoir prévu, à en conclure que l’art du rhapsode et l’art de la guerre sont un seul et même art, et qu’étant le meilleur rhapsode de Grèce, il en est aussi le meilleur général.
Pourquoi alors, se demande Socrate avec un parfait sérieux, les Athéniens n’ont-ils pas depuis longtemps été chercher Ion pour le mettre à la tête des armées : C’est, explique Ion, qu’étant de la cité d’Éphèse, il n’est pas habilité à embrasser une telle carrière. Ion finit par se contenter du titre d’« homme divin » que Socrate lui offre ironiquement, et prend congé.

## Portée philosophique
Ce dialogue est particulièrement intéressant pour mieux comprendre la position de Platon sur l'art, et plus particulièrement la poésie. On relève en effet couramment chez Platon deux attitudes de prime abord contradictoires : il chasse les poètes de la cité, nul lecteur de La République n'en douterait, et le fait nous est présenté comme une conséquence logique de ses conceptions philosophiques. En même temps, personne plus que lui n'emprunte aux poètes épiques et lyriques les procédés d'exposition et de style les plus typiquement poétiques. Platon s'est donné pour tâche de rationaliser la réflexion philosophique et plus particulièrement la métaphysique ; or, il exprime la doctrine la plus abstraite de la façon la plus imagée qui soit. Cet appel à l'imagination, aux mythes, aux allégories est capital dans l'architecture et la mise en œuvre de ses dialogues.  La référence du vrai, au juste et au bien est le seul critère valable, car il ne s'agit pas de plaire, mais d'instruire. Si Platon chasse les poètes comme Homère de sa cité il ne peut donc s'agir que de ceux qui ne respectent ni la justice, ni le bien. Un des grands poètes de la Grèce antique, Pindare, plus d'un siècle avant Platon, avait déjà blâmé Homère de ne pas avoir toujours respecté la vérité. Pour ce dernier, comme pour Platon, l'inspiration divine confère au poète d'être l'interprète des dieux, mais exige en retour le rigoureux respect du vrai. La cité idéale de Platon ne refuse donc pas tous les poètes. Elle refuse seulement d'admettre la Muse, qui n'est qu'agréable dans le lyrisme ou l'épopée. Mais si la Muse sait se rendre utile dans la cité ou dans la vie humaine, alors elle sera acceptée avec ferveur. D'Homère, Platon conserve d'ailleurs les hymnes en l'honneur des dieux et les louanges des héros. 
Révélation issue d'un don divin, la poésie est valable dans la mesure où celui qui l'a reçue la transmet sans la trahir. Et c'est au philosophe, éclairé par sa propre méditation, de savoir faire la différence. La poésie dont il est question dans les textes platoniciens est donc une institution publique et politique, essentielle à l'éducation des citoyens. En fait, Platon avait une réelle fascination pour l'art. Seul un artiste, et on se souvient que la tradition fait de Platon un poète dans sa jeunesse, peut éprouver une telle méfiance envers la puissance trompeuse de l'art sur l'âme humaine. Il pense que la beauté peut servir à éduquer et à sauver l'âme humaine, essentiellement grâce à la musique et à la poésie. Ce que Platon condamne expressément, c'est le simulacre, le trompe-l'œil, toutes les techniques qui produisent la confusion suprême, car ils créent une seconde réalité indiscernable de la réalité elle-même. Le but de la simple imitation est d'effacer la  perception de la différence entre le modèle et la copie. La copie se donne pour ce qu'elle n'est pas et enchaîne l'individu à l'illusion, à l'ignorance du fond de la Caverne. L'art véritable, par contre, renvoie le spectateur à la contemplation du modèle véritable.  

## Authenticité
L’authenticité du dialogue a été longuement mise en doute au cours du XIXe siècle, notamment à cause de la contradiction qui apparaît avec le Phèdre, où Socrate fait un magnifique éloge des poètes. Goethe, en particulier, a été rebuté par la grossièreté des traits des personnages, avec d’un côté un Ion d’une bêtise indicible et de l’autre un Socrate d’une ironie mordante inhabituelle. Ce dialogue conserve une place de choix dans la bibliothèque platonicienne, autant pour la célèbre métaphore de la pierre d’aimant que pour la vivacité du style.

## Citations
- Homère, Iliade [détail des éditions] [lire en ligne], VII, 281 ; XI, 630-640 ; XXII, 200-207 ; XXIII, 335-340 ; XXIV, 80-82.
- Homère, Odyssée [détail des éditions] [lire en ligne] II, 661-663 ; XX, 351-357